# Terry Gordy
Pour les articles homonymes, voir Gordy (homonymie).
Terry Ray Gordy, Sr., né le 23 avril 1961 à Chattanooga, Tennessee, et mort le 16 juillet 2001 à Soddy-Daisy, Tennessee, est un catcheur américain.

## Carrière
Gordy commence sa carrière de catcheur professionnel en 1977 l'International Championship Wrestling, où il remporte à deux reprises le championnat poids-lourds de l'État du Mississippi un an après ses débuts. Il commence à devenir populaire au début des années 1980 en tant que membre des Fabulous Freebirds aux côtés de Michael Hayes et Buddy Roberts à la Mid-South Wrestling, une fédération qui couvre la Louisiane et le Mississippi. 
Avec Hayes, il devient champion par équipe de la Mid South le 7 décembre 1979 après leur victoire sur Bill Watts et Buck Robley, et perdent ce titre le 10 mars 1980 face à Ted DiBiase et Paul Orndorff,.